# Étienne Trocmé
Pour les articles homonymes, voir Trocmé.
Étienne Trocmé est un professeur d'université français et un historien de la naissance du christianisme, spécialiste du Nouveau Testament, né le 8 novembre 1924 à Paris et mort le 12 août 2002 à Étretat.

## Biographie

### Jeunesse et famille
Étienne Trocmé est le fils du médecin Pierre Trocmé et d'Aline Bernard de Saint-Affrique. 
Il fait ses études à l'École des chartes dont il est diplômé en 1952, après la soutenance d'une thèse intitulée Le Commerce rochelais de la fin du XVe au début du XVIIe siècle et des études de lettres et de théologie de 1947 à 1950. Il soutient une thèse de doctorat en théologie à la Faculté de théologie protestante de Strasbourg en 1960. Il fait une formation complémentaire d'un an à l'université de Californie à Los Angeles (1946-1947) et à l'université de Bâle (1950-1951), où il se familiarise avec la langue allemande et suit les cours de Karl Barth. Il se marie avec Ann Bowden (1928-2019), le 19 août 1950, avec qui il a quatre enfants.

### Activités professionnelles
Après avoir été attaché de recherche au CNRS en 1953-1956, il fait une carrière d'enseignant à l'université, à la faculté de théologie protestante de Strasbourg, où il est maître de conférences puis, professeur de Nouveau Testament de 1965, après la soutenance d'une thèse d'État intitulée La formation de l'évangile selon Marc, en 1963. Il est professeur émérite en 1994. Il est rédacteur en chef de la revue Christianisme social (1953-1965)
et de la Revue d'histoire et de philosophie religieuses (1967-1974), puis directeur de la Revue d'histoire et de philosophie religieuses (1979-1996).
Il est doyen de la faculté de théologie à deux reprises, en 1971-1973 puis en 1982-1983, et président de l'université Strasbourg-II, de 1973 à 1978 puis de 1983 à 1988 et premier vice-président de la conférence des présidents d'université (1987-88) et président de la Maison des sciences de l'homme de Strasbourg (1982-2001). Il est membre de l'University College, Cambridge (1971), du Center of Theological Inquiry à Princeton (1998-99), président (1991-92) de la Studiorum Novi Testamenti Societas, et membre de plusieurs sociétés savantes : la Société de l'École des chartes, la Société asiatique, la société Ernest-Renan pour le développement des études d'histoire des religions. 

### Engagements religieux et sociaux
Étienne Trocmé est conseiller presbytéral de la paroisse protestante Saint-Nicolas de Strasbourg de 1964 à 1970 et membre du chapitre Saint-Thomas de Strasbourg.
Il s'intéresse à l’œcuménisme, et s'engage aussi en faveur de la création d'une faculté de théologie musulmane dans le cadre de l'université de Strasbourg. Il est président de la commission « Église et peuple d'Israël » de la Fédération protestante de France de 1989 à 1996. 
Il milite également au sein du Parti socialiste et se présente aux élections municipales de Strasbourg, sans succès, en 1971 et 1977. Il est membre de la Licra et en est le vice-président de 1992 à 1997, et également membre du Collectif d'accueil des solliciteurs d'asile à Strasbourg.

## Distinctions
- Commandeur de la Légion d'honneur[5]
- Commandeur de l'ordre national du Mérite
- Commandeur des Palmes académiques
- Officier du Mérite italien.
- Docteur honoris causa de l'université de Glasgow
- Docteur honoris causa de l'université Tōyō à Tokyo

## Publications
- Jésus de Nazareth vu par les témoins de sa vie, Delachaux & Niestle, 1972.
- Le Christianisme des origines au concile de Nicée, 1972
- Le Christianisme des origines à 325 in Encyclopédie de la Pléiade, Histoire des religions, t. II, 1972
- The Passion as Liturgy : a Study in the origin of the Passion narratives in the four Gospels, 1983
- La Rochelle protestante (1568-1628) in Histoire de La Rochelle, Privat, 1985, (2e éd. 1991)
- L'Enfance du christianisme, Hachette, coll. « Pluriel », 1999.
- L'Évangile selon saint Marc, Labor et Fides, coll. « Commentaire du Nouveau Testament, deuxième série », 2000.  (ISBN 2-8309-0972-0)
- Quatre Évangiles, une seule foi, Les Bergers et les Mages, coll. « Petite Bibliothèque protestante », 2001.
- Saint Paul, coll. Que sais-je?, PUF, 2003 (posthume)